# 篠目站
篠目站（日语：／ Shinome eki */?）是位於山口縣山口市阿東篠目字細野，西日本旅客鐵道（JR西日本）的山口線車站。

## 歷史
- 1917年（大正6年）7月1日 - 山口線山口站延伸至此站，此站啟用[1]。
  - 當時車站位於山口縣阿武郡篠生村（日语：篠生村）篠目字細野。
- 1918年（大正7年）4月28日 - 山口線從此站延長至三谷站[1]。成為中途車站[1]。
- 1955年（昭和30年）4月1日 - 隨著阿東町成立，車站地址變為山口縣阿武郡阿東町篠目字細野。
- 1971年（昭和46年）8月10日 - 終止貨物起卸業務[2]。
- 1987年（昭和62年）4月1日 - 伴隨國鐵分割民營化，車站由西日本旅客鐵道（JR西日本）營運[3]。
- 2010年（平成22年）1月16日 - 隨著阿東町編入山口市（第三次），車站地址變成現時的地址。
- 2013年（平成25年）7月28日 - 發生暴雨成災（日语：平成25年7月28日の島根県と山口県の大雨），包括此站在內，宮野站至益田站之間暫停服務（宮野站至地福站之間於8月5日重開，津和野站至益田站於11月16日重開）。地福站至津和野站之間重開日期為平成26年8月23日[4]。

## 車站構造
車站是一座地面車站，設有1面2線的島式月台。此站是由新山口站管理的無人車站。車站大樓位於下行線西邊靠近山口一方，車站大樓與月台之間設有站內平交道連接。此站設有廁所。車站大樓和大樓對面還遺留了蒸氣機車時代的水塔。
曾經站前商店可發售車票（只限常備券），但是在2019年5月終止此安排。

### 月台
| 月台              | 路線    | 上下行 | 方向             |
| ----------------- | ------- | ------ | ---------------- |
| 車站大樓對面（1） | ■山口線 | 上行   | 山口、新山口方向 |
| 車站大樓一方（2） | ■山口線 | 下り   | 津和野、益田方向 |

實際上沒有上述月台編號。上述編號只限列車運輸指令上的編號。

## 利用狀況
以下為近年的乘車人次列表：
| 年度 | 1日平均 乘車人次 |
| ---- | ---------------- |
| 1999 | 37               |
| 2000 |                  |
| 2001 | 25               |
| 2002 | 25               |
| 2003 | 23               |
| 2004 | 20               |
| 2005 | 16               |
| 2006 | 13               |
| 2007 | 14               |
| 2008 | 12               |
| 2009 | 8                |
| 2010 | 9                |
| 2011 | 8                |
| 2012 | 9                |
| 2013 | 9                |
| 2014 | 11               |
| 2015 | 9                |
| 2016 | 13               |
| 2017 | 14               |
| 2018 | 10               |
| 2019 | 7                |

## 車站周邊
車站位於阿東地區西南端的山區。站前設有小村落。車站東北方約600米，沿山口線路軌旁設有阿東町立篠目小學，該學校在1999年度起關校。車站西邊約1公里處設有國道9號。

## 其他
- 在2004年，TBS電視劇《砂之器》中，劇中的龜嵩站在此站取景。
- 在2009年夏天的青春18車票海報在此站取景[6]。

## 相鄰車站
西日本旅客鐵道（JR西日本）
■山口線
- 臨時快速「SL山口號」停車站

仁保－篠目－長門峽

## 注腳
1. 1 2 3 4  歴史でめぐる鉄道全路線 国鉄・JR 7号、12頁
2. ↑  「山口線を大幅合理化 長門峡駅を無人化に」『中國新聞』昭和46年7月2日山口版.8面
3. ↑  歴史でめぐる鉄道全路線 国鉄・JR 7号，15頁
4. ↑  山陰線（須佐～奈古駅間）、山口線（地福～津和野駅間）の運転再開見込みなどについて （页面存档备份，存于）（日語） - 西日本旅客鐵道新聞稿，2014年7月16日
5. ↑  山口県統計年鑑 （页面存档备份，存于）（日語） - 山口縣
6. ↑  込山富秀. . 講談社. 2015-05-26: 120–121. ISBN 978-4-06-219279-8 （日语）.

## 外部連結
- 篠目｜車站資訊：JR出門網 - 西日本旅客鐵道（日語）